# NGC 6086
NGC 6086 é uma galáxia elíptica (E) localizada na direcção da constelação de Corona Borealis. Possui uma declinação de +29° 29' 06" e uma ascensão recta de 16 horas, 12 minutos e 35,6 segundos.
A galáxia NGC 6086 foi descoberta em 24 de Junho de 1864 por Albert Marth.